# Lorenzo Bedogni
Lorenzo Bedogni (auch Lorenzo da Reggio und Lorenzo Bedoni sowie Lorenzo Bendoni und Lorenzo Bedogno sowie Lorenzo Bedozzo; * um 1600 in Reggio nell’Emilia; † vor Mai 1670 ebenda) war ein italienischer Maler und, Architekt.

## Leben
1651 erneuerte Lorenzo Bedogni in Padua die Cappella del Santissimo Sacramento in der Basilika des Heiligen Antonius.
1652 trat Bedogni als Nachfolger von Albrecht Anton Meldau in den Dienst von Georg Wilhelm, Herzog von Braunschweig-Lüneburg, ein und wirkte bis 1665 als Bauverwalter in Hannover; danach bis 1670 ebenso in Celle. Er baute die Kurfürstenpaläste von Celle, Calemberg, Leine (Nordfassade) und Linsburg. Er fertigte auch die Pläne für die große Herrenhausener Villa an (vgl. Liste der verschwundenen Bauwerke des alten Hannover).
In der Villa Selvatico Sartori malte er die Verzierung der Kuppel mit der Windrose während Luca Ferrari den Freskenzyklus über die Legende von Antenor aus der Geschichte der Stadt Padua erstellte.
Da er am Celler Hof auch dem dortigen Großvogt Georg Christoph von Hammerstein zu Equord begegnet sein muss, spricht viel dafür, dass er die Equorder Mausoleumskirche entworfen hat. Dokumente darüber fehlen jedoch.